# La tonta del bote
La tonta del bote es la película más conocida de Lina Morgan. Fue filmada en España en 1970 y dirigida por Juan de Orduña.
Se trata de la tercera y más famosa versión cinematográfica de la obra teatral de 1925 creada por Pilar Millán Astray, cuyas adaptaciones anteriores son de 1939, de la que no se conservan copias, y 1956, esta última con el título La chica del barrio. Los personajes tienen un deje castizo característico de cierto cine popular y cómico español. Las escenas cómicas están ligadas con otras de tratamiento más dramático lo que hizo que la película funcionase a la perfección y tuviera tanto éxito, sobre todo, entre los seguidores de Lina Morgan.

## Argumento
Lina Morgan interpreta a Susana, una huérfana ingenua, torpe y de buen corazón que vive sirviendo en casa de la señora Engracia desde que su madre murió a los pocos días de dar a luz. Allí también viven los tres sobrinos de la señora: Asunta, Trini y Lorito. Que no trabajan y a los que también tiene que servir. La mala situación económica obligará a Engracia a alquilar una habitación al apuesto Felipe (Arturo Fernández), que tiene una mala fama que es tan solo fruto de las habladurías.

## Premios
Medallas del Círculo de Escritores Cinematográficos
| Categoría               | Nominados       | Resultado |
| ----------------------- | --------------- | --------- |
| Mejor actriz de reparto | María Asquerino | Ganadora  |
| Mejor fotografía        | Luis Cuadrado   | Ganador   |